# ブレット・アンダーソン
ブレット・アンダーソン（Brett Anderson, 1967年9月29日 - ）は、イギリス出身のミュージシャン。1992年にデビューしたロックバンド、スウェードのボーカリストであり、ナルシスティックな歌声と耽美的な音楽性を特徴としている。
2002年にスウェード、2005年にザ・ティアーズ、2007年にソロとしてそれぞれサマーソニックに出演し、2008年と2010年にはソロとして単独来日公演を行うなど、日本でも根強い人気を誇る。

## 来歴
1967年、イギリスの田舎町であるヘイワーズ・ヒースの労働者階級の家庭に生まれる。実家は貧しく、ブレットは「タマネギの炒め物が子供の頃のご馳走だった」「デヴィッド・ボウイのレコードを聴くことが唯一の贅沢だった」とインタヴューで語っている。子供の頃からロックスターに憧れつつ、スポーツに打ち込む日々を続ける。
1989年、ガールフレンドのジャスティーン・フリッシュマンと友人のマット・オズマンとともにスウェードを結成。後にバーナード・バトラーの加入やジャスティーンの脱退、サイモン・ギルバートの加入などを経て、1992年にシングル「ザ・ドラウナーズ」でデビュー。スウェードは本国でたちまち人気を博した。
デビュー時のスウェードの人気はブレットの存在感によるものも大きく、当時全盛だったニルヴァーナのカート・コバーンやパール・ジャムのエディ・ヴェダーなどのグランジ勢に対して強い嫌悪感を表明したり、尊敬していたはずのモリッシーのことを「内気で、退屈でぜんぜんつまらなかった」と語って関係が悪化したり、「僕は男性経験のないバイセクシャルだ」と発言したり、ジャスティーンとの過去を嫉妬されたデーモン・アルバーンから「ブレットはヘロイン中毒」とののしられるなど、その発言の多くがプレスから注目を浴びた。
しかし、そのように音楽以外の話題で注目を浴びるのに嫌気が差したバーナードとブレットには亀裂が生じ、1994年にバーナードはスウェードを脱退。この最大の危機を新ギタリストのリチャード・オークスらの加入で乗り切ったスウェードは、1990年代を通じて人気バンドとして活躍を続けた。しかしブレットのヘロイン中毒の悪化などによりバンド内の状況は悪化。2002年のアルバム「ニュー・モーニング」の商業的失敗の後、2003年にブレットはスウェードを活動休止することを宣言。
その直後、ブレットはバーナード・バトラーと和解を果たし、2004年に新バンドザ・ティアーズを結成。アルバム『ヒア・カム・ザ・ティアーズ』を発表するも、商業的には成功せず、レーベルを解雇され一年余りで活動休止。
2007年、ノルウェーのソングライターのフレッド・ボールをパートナーに選び、1stアルバム『ブレット・アンダーソン』でソロデビューを飾るも、プレスからはおおむね酷評され商業的にも惨敗した。
2008年、2ndアルバム『ウィルダネス』をライヴのチケット購入者に対してUSBスティックを無料配布するという形をとり、その後ダウンロード販売、自主レーベルからのCD発売が順次なされたが、スウェード以来初めて全英チャートTOP100入りを逃した。
2009年、ブライアン・イーノらとの仕事で知られるレオ・エイブラハムズを共同制作者に迎えて、3rdアルバム『スロー・アタック』をリリース。前2作よりも評価は高かったが、全英チャートでは最高174位と伸び悩んだ。
2010年、スウェードを再結成させている。今後はスウェードとソロ活動と両立していくという。
2011年、4thアルバム『ブラック・レインボウズ』をリリース。ブレットは本作に関して「弛むこと無く、ノイジーで、ダイナミック。エレクトリック・ギター、ベース、ドラム、そしてヴォーカル。フルート奏者もストリングス奏者もいないし、仕掛けもない。あるのは只、情熱だけだ。」と本作をロックバンドのフォーマットへの回帰になると表明している。全英103位。

## 私生活
スウェードのキャリアの初期に、アンダーソンは彼が「同性愛の経験をしたことがないバイセクシュアルの男」であるとコメントした。
Suede's Head Musicの録音によると、以前の健康で両性具有的な外観とは対照的に、ますます予測不可能な行動とやせ衰えた外観に見られるアンダーソンは、ヘロイン、クラック、コカインの中毒などの困難に悩まされていたという。アンダーソンはそれまでのスウェードのキャリアの中でも適度に薬物を服用していたが、2年半の間中毒であった。1999年後半に彼に非常に近い者が病気になったときにドラッグをやめ、それ以来、彼はクリーンだという。
アンダーソンは自身の依存症について、「クラックを試したことがある人なら誰でも、僕がなぜそれを服用したかを正確に知っているだろう。 クラックは世界で最も恐ろしいドラッグだ。なぜなら、クラックから得られる刺激は非常に魅惑的だから。 僕はそれを体験したいと思っていて、やめたりまたやったりの繰り返しだった。」
アンダーソンは、自然療法医のジョディと結婚しており、義理の息子と息子がいる。
2018年、アンダーソンは自伝『Coal Black Mornings』を発表した。
本の第 2 部であるAfternoon With The Blinds Drawn は、1年後にリリースされた。

## その他
- これまでにジェーン・バーキンやスティーナ・ノルデンスタム、エマニュエル・セニエなどイギリス国内外の女性アーティストらとコラボレーションしているほか、エイズ基金のための英国BBC主催のチャリティーシングルにも参加している。

- 2007年に英国紳士服メーカーのアクアスキュータムのコレクションにも参加、モデル活動も行っている[10]。

## ディスコグラフィー

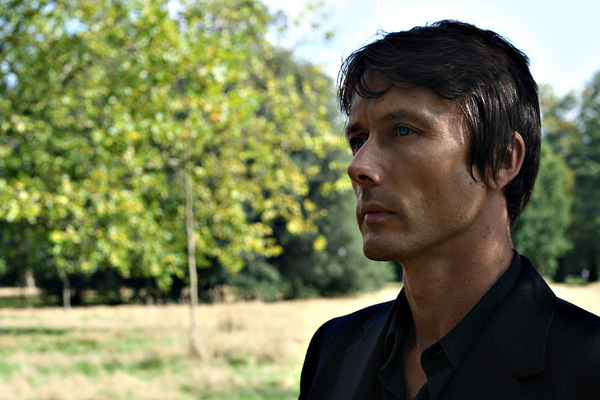
ハイド・パークにて（2008年）

### アルバム
- ブレット・アンダーソン / Brett Anderson - 全英54位、インディーチャート2位、オリコン165位
- ウィルダネス / Wilderness - 全英161位、インディーチャート16位、オリコン275位
- スローアタック / Slow Attack - 全英174位、インディーチャート24位、オリコン212位
- ブラック・レインボウズ / Black rainbows - 全英103位、オリコン200位

### ライブ・アルバム
- Live in London
- Live at Union Chapel
- Live at Queen Elizabeth Hall
  - これらは通販限定で1500枚限定リリースされた（日本未発売）

### シングル
- Love Is Dead - 全英42位
- A Different Place - ダウンロード限定
- The Hunted - ダウンロード限定

### EP
- Back to You EP

## ブレットの発言の数々
前述のように、ブレットは多くのビッグ・マウスによっても、マスコミの注目を集めていた。その発言の一部は以下の通り。
- イギリス王室について…「馬鹿で醜い連中」
- 当時流行していたグランジについて…「うんざりしてるよ。才能のないやつらの仮面だね」
- マドンナについて…「過大評価された性的魅力のない人」
- スウェードについて…「ぼくはこのバンドの熱狂的ファンなんだ」
- 自身がファンであったはずのモリッシーと会見した後の感想…「ぼくは別にモリッシーが好きなわけじゃないよ。彼ったら馬鹿ばかしくなるほど内気でさ、退屈でぜんぜんつまらなかったよ。まるで無気力なティーンエイジャーって感じだったね」（ブレットは誤解だと弁解したが、既に手遅れで、モリッシーとは仲が悪くなってしまった）
- 「グラムロックって呼ばれるのは最低の気分だね。だって、かつてのグラムロック自体が最低だったじゃないか」
- 「ぼくはね、自分が完全に男性だとは思えないんだよ。その証拠に、ときどき女みたいな気持ちになるんだよ」
- 「仰向けに寝て受け入れるのにはとても興味があるよ。それって昔から女性がやっていたことだよね？」
- 「ほとんどの音楽はセックスをすごく素直なものとして表現しているけど、でも本当は常軌を逸している場合が多いのさ。どういう形を取ろうと愛は愛だ。男と物の関係であろうと、男と動物、あるいは男同士であってもさ」
- 「職安で失業者手当を受け取る列に並んでいるときも、これは自分のサクセス・ストーリーの一場面に過ぎないと思っていたものさ」
- 「ブリットポップは最低。俺たちはその一部じゃなかった」「ブリットポップっていうのは、でかいパーティーみたいなもんだった。お互いをほめ合ってビール飲んじゃ、主戦論交わすような連中のな。俺たちは、そういう酔っ払いや漫画的で偽のワーキング・クラスにはまったく興味なかった」[11]